# Солотва Ольга Франківна
Ольга Франківна Солотва (1916, село Бортків — 1978, село Бортків, Львівська область) — українська радянська діячка, доярка колгоспу «Україна» Золочівського району Львівської області. Герой Соціалістичної Праці (22.03.1966).

## Біографія
Народилася в селянській родині. Працювала в сільському господарстві.
З кінця 1940-х років — доярка колгоспу імені Сталіна (потім — «Україна») села Бортків Красненського (потім — Золочівського) району Львівської області.
Член КПРС з 1958 року.
22 березня 1966 року отримала звання Героя Соціалістичної Праці з врученням ордена Леніна і золотої медалі «Серп і молот» за високі надої молока.
Потім — на пенсії.

## Нагороди
- Герой Соціалістичної Праці (22.03.1966)
- два ордени Леніна (26.02.1958, 22.03.1966)
- медалі